# Zaloj
Zaloj – wieś w Chorwacji, w żupanii sisacko-moslawińskiej, w mieście Glina. W 2011 roku liczyła 20 mieszkańców.